# 全国社会人オープンレスリング選手権大会
全国社会人オープンレスリング選手権大会（ぜんこくしゃかいじん―せんしゅけんたいかい）は、日本社会人レスリング連盟が主催するレスリング大会である。

## 概要
第1回は1984年に開催。
毎年11月に神奈川・逗子アリーナで開催される。2011年までは東京・スポーツ会館（2003年は新座市民総合体育館）で開催されていたが、同館が2012年9月限りで閉館されたため開催地が変更された。
2002年からは社会人段別選手権も併せて実施。段別選手権は初段以下と二段に分けてトーナメントを行う。
2006年からは女子も加わった。なお、女子に限り大学生も出場可。
2007年まではジュニアも行われていた。
オープン選手権では全スタイル通じての最優秀選手にJOC杯が贈られる。また、全日本レスリング選手権大会の2次エントリー直前に行われるため、最終予選的な位置づけになる。

## 種目
- フリースタイル
- グレコローマン
- フリースタイル段別
- グレコローマン段別
- 女子

## 歴代JOC杯受賞者
| 年度 | 受賞者   |
| ---- | -------- |
| 2008 |          |
| 2009 | 清水早伸 |
| 2010 |          |
| 2011 |          |
| 2012 |          |
| 2013 |          |
| 2014 |          |
| 2015 |          |